# Mesochorus cristatus
Mesochorus cristatus är en stekelart som beskrevs av Dasch 1974. Mesochorus cristatus ingår i släktet Mesochorus och familjen brokparasitsteklar. Inga underarter finns listade i Catalogue of Life.